# Odd Fossland
Odd Fossland (1966) è un allenatore di sci alpino ed ex sciatore alpino norvegese.

## Biografia

### Carriera sciistica
Specialista delle prove tecniche, ai Campionati norvegesi Fossland vinse la medaglia d'oro nello slalom speciale nel 1987, la medaglia d'oro nella combinata e quella d'argento nello slalom speciale nel 1988 e la medaglia d'argento nello slalom speciale nel 1990; non prese parte a rassegne olimpiche né ottenne piazzamenti in Coppa del Mondo o ai Campionati mondiali.

### Carriera da allenatore
Dopo il ritiro è divenuto allenatore nei quadri della Federazione sciistica della Norvegia.

## Palmarès

### Campionati norvegesi
- 4 medaglie (dati dalla stagione 1986-1987):
  - 2 ori (slalom speciale nel 1987; combinata nel 1988)[1]
  - 2 argenti (slalom speciale[senza fonte] nel 1988; slalom speciale[senza fonte] nel 1990)